# 卡皮托爾 (蒙大拿州)
卡皮托爾（英語：Capitol）是位於美國蒙大拿州卡特縣的非建制地區。

## 歷史
卡皮托爾的郵局於1891年設立，其後於1982年停運。

## 地理
卡皮托爾所處的海拔為高於海平面970米（即3183英呎），而該地所採用的時區為UTC-6，即北美山地時區（MST）。同時該地設有夏令時間，為UTC-7調快一小時，即UTC-6（MDT）。